# François Villeroy de Galhau

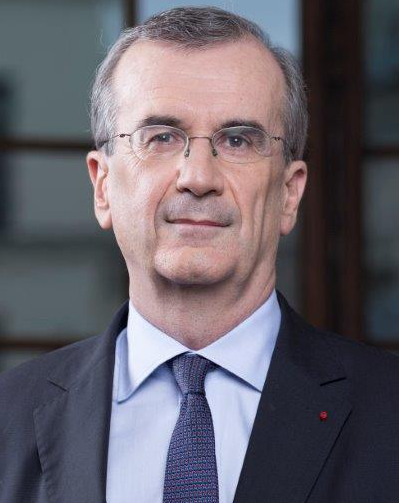
Villeroy de Galhau

François Villeroy de Galhau (* 24. Februar 1959 in Straßburg) ist ein französischer Bankmanager und Haut fonctionnaire. Er ist seit 1. November 2015 Gouverneur der Banque de France.

## Leben

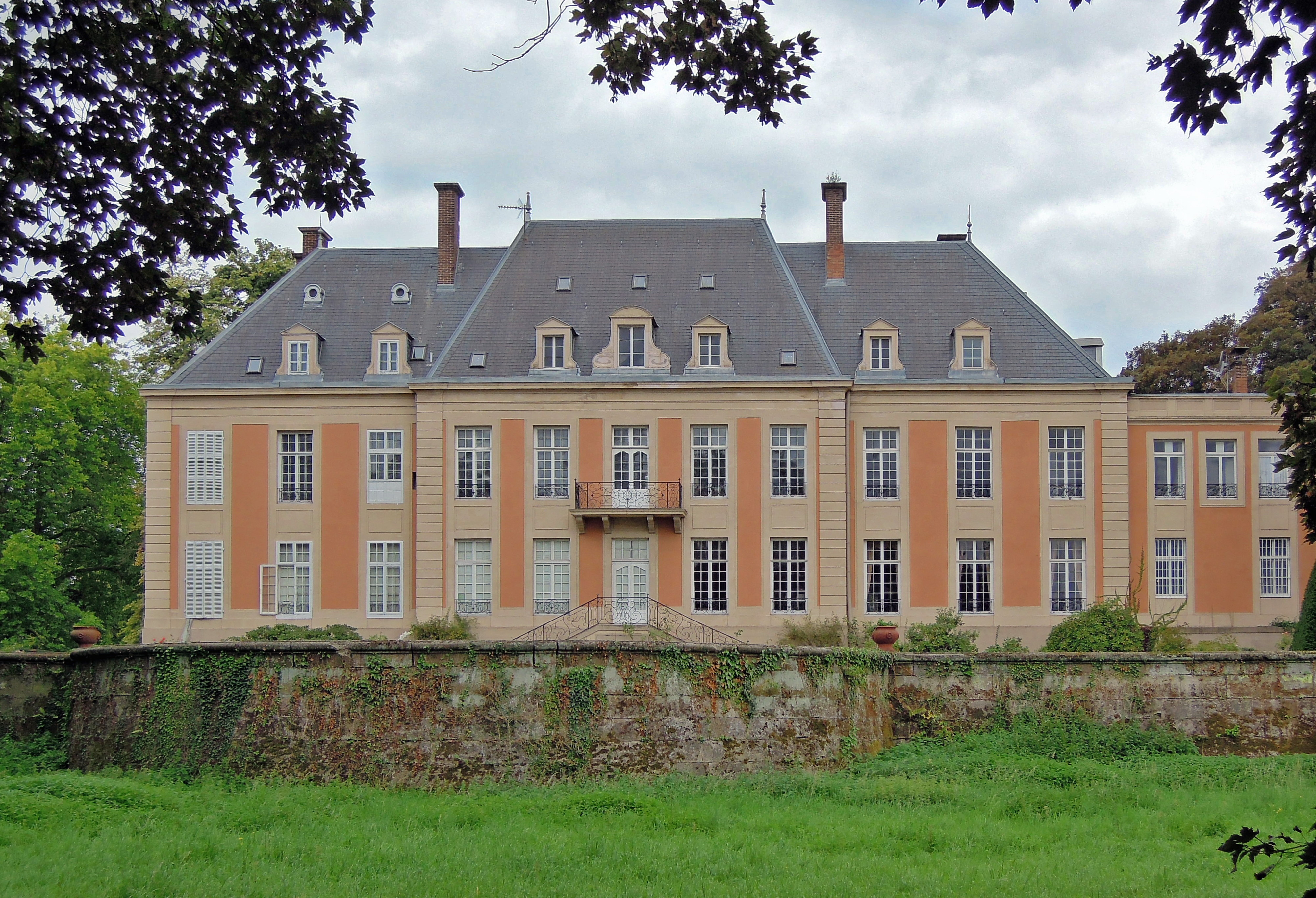
Schloss Villeroy de Galhau in Wallerfangen, Saarfront, Stammsitz von François Villeroy de Galhau

François Villeroy de Galhau ist der Sohn von Claude Villeroy de Galhau (* 18. Dezember 1931; † 13. Juni 2017) und Odile de la Lande de Calan (* 19. August 1940) aus Wallerfangen (französisch Vaudrevange) an der französischen Grenze im Saarland. Er stammt aus der lothringisch-saarländischen Industriellenfamilie Villeroy de Galhau ab, die Miteigner von Villeroy & Boch und seit 1791 im Saarland ansässig sind. Er spricht gut deutsch. Nachdem er das katholische Lycée Saint Louis de Gonzague in Paris absolviert hatte, nahm er 1978 ein Ingenieurstudium an der École polytechnique auf. Danach studierte er bis 1984 im wirtschaftswissenschaftlichen Zweig der Elite-Hochschule École nationale d’administration (ENA) und arbeitete anschließend als Beamter bei der französischen Inspection générale des Finances (IGF).
Von 1990 bis 1993 war er europapolitischer Berater von Pierre Bérégovoy (PS), der zunächst Finanzminister und ab 1992 Premierminister Frankreichs war. Villeroy de Galhau übernahm verschiedene Verantwortungsbereiche in der Direction du Trésor in Bercy und dann in Brüssel als Conseiller financier (Finanzberater) in der ständigen Vertretung Frankreichs bei den Europäischen Gemeinschaften.
Während der PS-geführten Regierung Lionel Jospin war er von 1997 bis 2000 Directeur de cabinet (Leiter des Ministerbüros) im Ministerium für Wirtschaft, Finanzen und Industrie unter den Ministern Dominique Strauss-Kahn (1997–1999) und Christian Sautter (1999–2000). Von Februar 2000 bis zum 26. August 2003 war Villeroy de Galhau Leiter der Direction générale des Impôts (DGI; Generaldirektion für Steuern).
2003 wurde er Generaldirektor der Cetelem, einer zur Unternehmensgruppe BNP Paribas gehörenden Gesellschaft für Konsumentenkredite; von Dezember 2011 bis April 2015 war er Generaldirektor für inländische Märkte bei BNP Paribas.
Premierminister Manuel Valls berief ihn zum 1. Mai 2015 an die Spitze einer Kommission zur Finanzierung von Investitionen. Seit 1. November 2015 ist er Gouverneur der Banque de France. Damit gehört er automatisch auch dem Rat der Europäischen Zentralbank (EZB-Rat). In dieser Eigenschaft unterstützte er 2016 den Kurs des EZB-Präsidenten der Mario Draghi, durch den Ankauf von Staatsanleihen in großem Stil eine Inflation des Euro von annähernd 2 % zu erzielen.
Im Juni 2022 wurde Villeroy de Galhau auf der Straße von einem Schweizer in Basel mit einem Hammer angegriffen und schwer verletzt, nachdem er eine Verwaltungsratssitzung der Bank für Internationalen Zahlungsausgleich geleitet hatte. Nachdem Passanten den Angreifer überwältigten, wurde Villeroy de Galhau ins Krankenhaus eingeliefert. Der Angriff wurde nicht publik gemacht. Die Untersuchungen des Staatsanwalts zeigen auf, dass Villeroy de Galhau kein Zufallsopfer war, der Staatsanwalt nimmt an, dass der Beschuldigte «aus einem wahnhaften Groll gegen die Finanzwelt» gehandelt und den Notenbankchef aus den Medien gekannt habe. Beim Beschuldigten wurde eine paranoide Schizophrenie diagnostiziert, deshalb sei er schuldunfähig, habe also das Unrecht seiner Tat nicht erkennen können. So hat die Staatsanwaltschaft einen Antrag für eine stationäre psychiatrische Behandlung des Beschuldigten beim Basler Strafgericht eingereicht.

## Teilnahme am öffentlichen Diskurs
Er ist (Stand August 2019) Mitglied im Verwaltungsrat von Semaines sociales de France (SSF), einer Sozialinitiative. Ebenfalls dort tätig sind zum Beispiel Michel Camdessus (SSF-Präsident seit 2001), Jean Boissonnat (SSF-Präsident 1994 bis 2000) und andere Persönlichkeiten aus der Finanzwirtschaft und anderen Wirtschaftszweigen, die sich mit der Katholischen Soziallehre befassen.
Seit 2003 äußert er sich häufig öffentlich (z. B. in Presseartikeln, via Radio oder Fernsehen), in seinem beruflichen Kontext oder als Privatmann, zu verschiedenen Themen. Zum Beispiel äußerte er sich zu Europa, zu den deutsch-französischen Beziehungen, zu seiner Vision von Management oder zu Wirtschaftsreformen.
Er äußerte sich auch zu Fragen der Wirtschaftsethik, speziell zu solchen im Finanzsektor. In seinem 2014 erschienenen Buch L'espérance d'un Européen („Die Hoffnung eines Europäers“) schrieb er unter anderem zu Sozialthemen in Europa und schlug vor, die Europäische Union solle die Beschäftigung Jugendlicher und junger Erwachsener finanziell fördern. Er verwies dabei auf das Erasmus-Programm.

## Sonstiges
Er war 2015 bis zu seiner Berufung bei der Banque de France Mitglied des Aufsichtsrates bei der Villeroy & Boch AG.
Er war Mitglied im Aufsichtsrat des Medienkonzerns Groupe Bayard.

## Familie
Er ist seit 1978 mit Florence Gilbert de Vautibault verheiratet.

## Veröffentlichungen

### Bücher
- Développement des activités financières au regard des exigences éthiques du christianisme, Verlag Librairie Vaticane, 1994
- Dix-huit leçons sur la politique économique : à la recherche de la régulation, mit Jean-Claude Prager, Vorwort von Michel Pébereau, Éditions du Seuil, 2003, 2., aktualisierte Auflage 2006, ISBN 2-02-082274-1
- L'espérance d'un européen, Éditions Odile Jacob, Oktober 2014, ISBN 978-2-7381-3091-4

### Artikel (Auswahl)
(chronologisch)
- La mondialisation, une révolution pour tous (1996), 16 Seiten, online (pdf)
- Le changement dans l'État, c'est possible. In Sociétal, 2002, No. 35, S. 26 bis 30
- Bercy : la réforme sans le grand soir ?. In: En Temps réel, Heft 13, März 2004 (online pdf, 36 Seiten)
- Justice et fiscalité. In: Études, No. 4064, April 2007, S. 463–474
- La vocation d'un dirigeant est aussi d'être un serviteur à l'écoute. In: La Vie, No. 3260 (21. bis 28. Februar 2007), S. 18f.

In der Tageszeitung La Croix
- « Ces entreprises qui font l'Europe », 22 mars 2006
- « La pression et le bénédictin », 28 décembre 2006
- « Voyage dans le cerveau du monde », 13 juin 2007
- « Un trésor trop discret », 24 octobre 2007
- « Y a-t-il un pilote dans l'avion ? », 26 septembre 2008
- « Sagesses de mon village allemand », 17 septembre 2012